# 反铁电性
反铁电性是一种材料的物理性质。它与铁电性密切相关；反铁电性与铁电性之间的关系类似于反铁磁性与铁磁性之间的关系。
反铁电材料由晶体中离子和电子产生的电偶极矩产生，且相邻的偶极子取向相反（反平行）。与反铁磁性相反，铁电体中的偶极子都指向同一个方向。
与铁电体不同的是，在反铁电体中，总的宏观自发极化强度是零，因为相邻的偶极子相互抵消。
反铁电性是材料的一种特性，取决于温度、压力、外部电场、生长方法等参数都可能令其增强或减弱。特别的是，在某一足够高的温度下，反铁电性消失。